# Photheo 19/1318

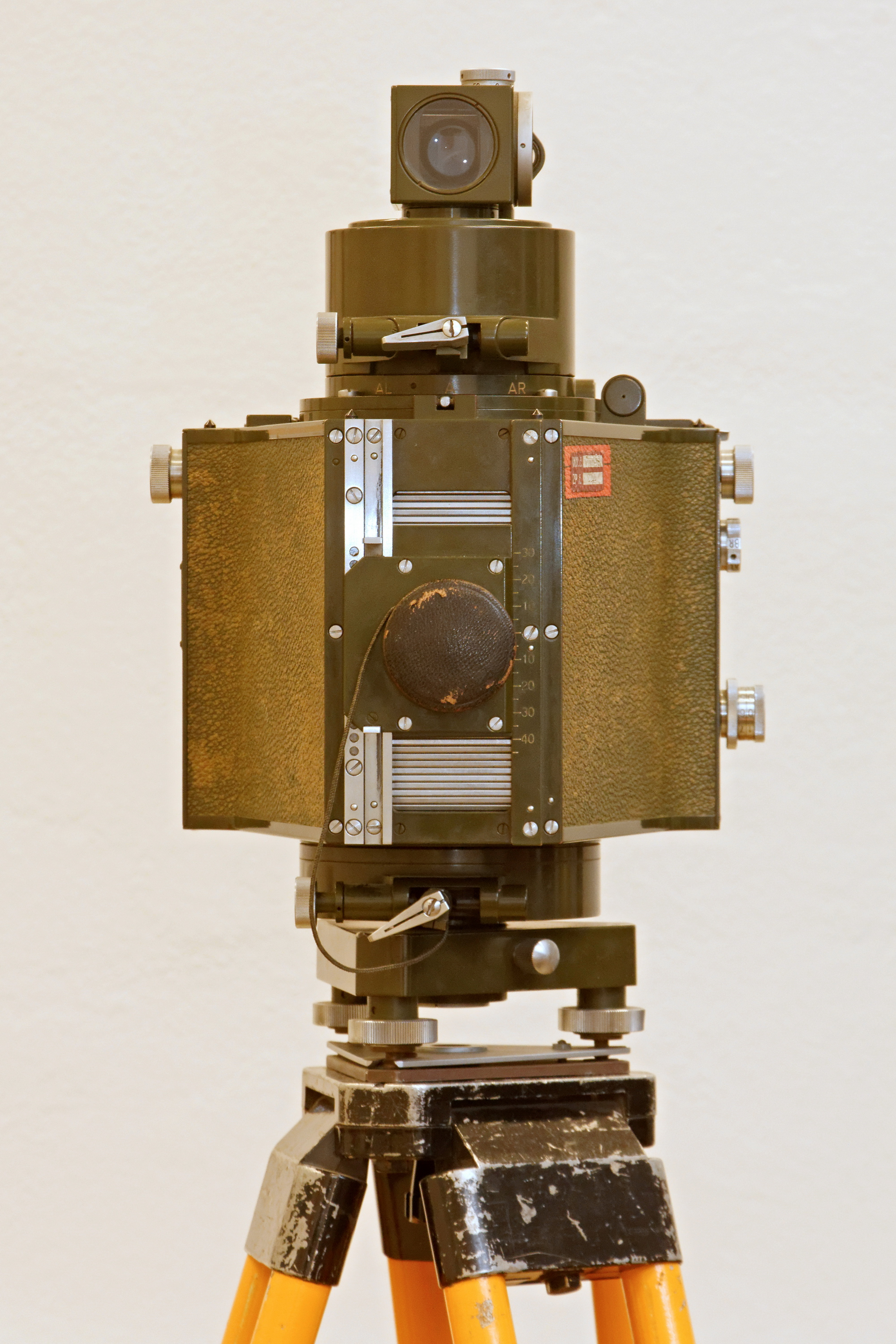
Zeiss Photheo 19/1318 – pohled zepředu

Fototeodolit Photheo 19/1318 je velkoformátová měřická kamera s vodorovnou osou záběru používaná v pozemní fotogrammetrii především v padesátých a šedesátých letech 20. století. Vyráběla ji firma VEB Carl Zeiss Jena od roku 1945 do konce 60. let 20. století. V sedmdesátých letech byla nahrazena kamerou UMK 1318.

## Popis
Kamera vznikla zdokonalením fototeodolitu Zeiss – Aerophotograph Jena TAN, který byl vyráběn ve čtyřicátých letech 20. století. Kamera měla objektiv o normální ohniskové vzdálenosti 190 mm. Jednalo se o objektiv Orthoprotar 25/190. Zkreslení objektivu bylo v celém rozsahu menší než ±10 μm. Objektiv měl pevnou clonu 1:25 a pevné zaostření (fixfokus). Objektiv měl vodorovnou osu záběru, úhel záběru byl vodorovně 52 gon a svisle 38 gon. Bylo ale možné objektiv posunout níže a nebo výše v kroku po 5 mm v rozsahu −45 až +30 milimetrů. Tím se rozsah fotografování ve svislém směru rozšířil ve svislém směru o +28 gon nebo −32 gon. Tak bylo možné fotografovat i území, které se nacházelo nad a nebo pod horizontem stroje. Objektiv neměl závěrku, exponovalo se sejmutím a opětným nasazením krytky objektivu. Vzhledem k velké cloně a malé citlivosti fotogrammetrických desek (1–3 DIN) to bylo zcela postačující. Objektiv byl dále vybaven pevným žlutým filtrem, který eliminoval nepříznivý vliv světla z krátkovlnné spektrální oblasti. Kamera byla zhotovena pro fotografování pouze na černobílý citlivý materiál.

### Rám
Rám promítal na měřický snímek rámové značky, případný posun objektivu mimo základní polohu, ohniskovou vzdálenost konkrétní kamery, číslo snímku a typ snímku (A, AL, AR, B, BL, BR)

### Kazeta s citlivým materiálem
Pro citlivý materiál byly k dispozici kazety na skleněné desky 13x18 cm.

### Orientační zařízení
Orientační zařízení je umístěno nad vlastní kamerou. Dalekohled se zalomenou osou dalekohledu má zvětšení 21x. Pokud neleží obě stanoviska stereoskopické základny ve stejné výšce, je možné optickou osu dalekohledu ve svislém směru naklánět ±20 gon. Vodorovné úhly se odečítají koincidenčním způsobem. U posledních modelů fototeodolitu se jako odečítací pomůcka používala mřížka s možností odečítání na minuty (1c).
Kompletní souprava fototeodolitu obsahovala tři stativy, fototeodolit, cílové terče (trojpodstavcovou soupravu), sadu fotografických kazet a rektifikační rámeček.

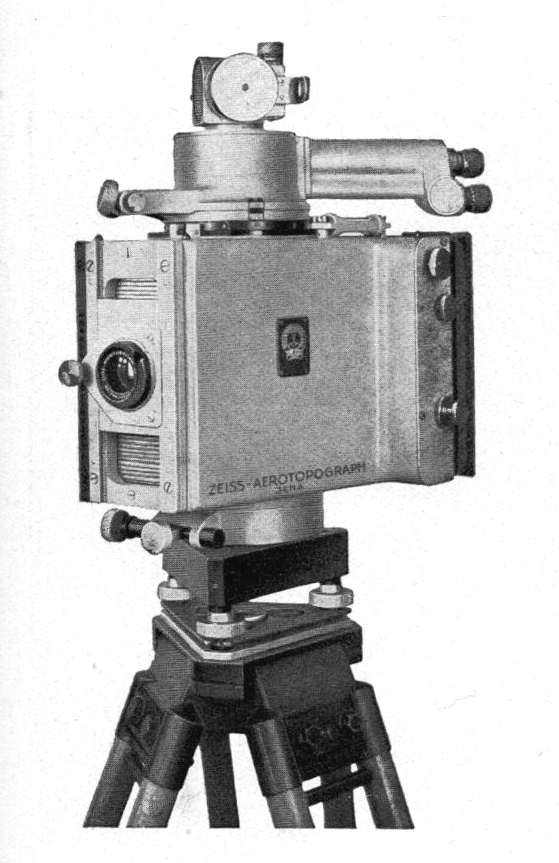
Předchůdce Photheo 19/1318 – Zeiss Aerotopograph Jena TAN
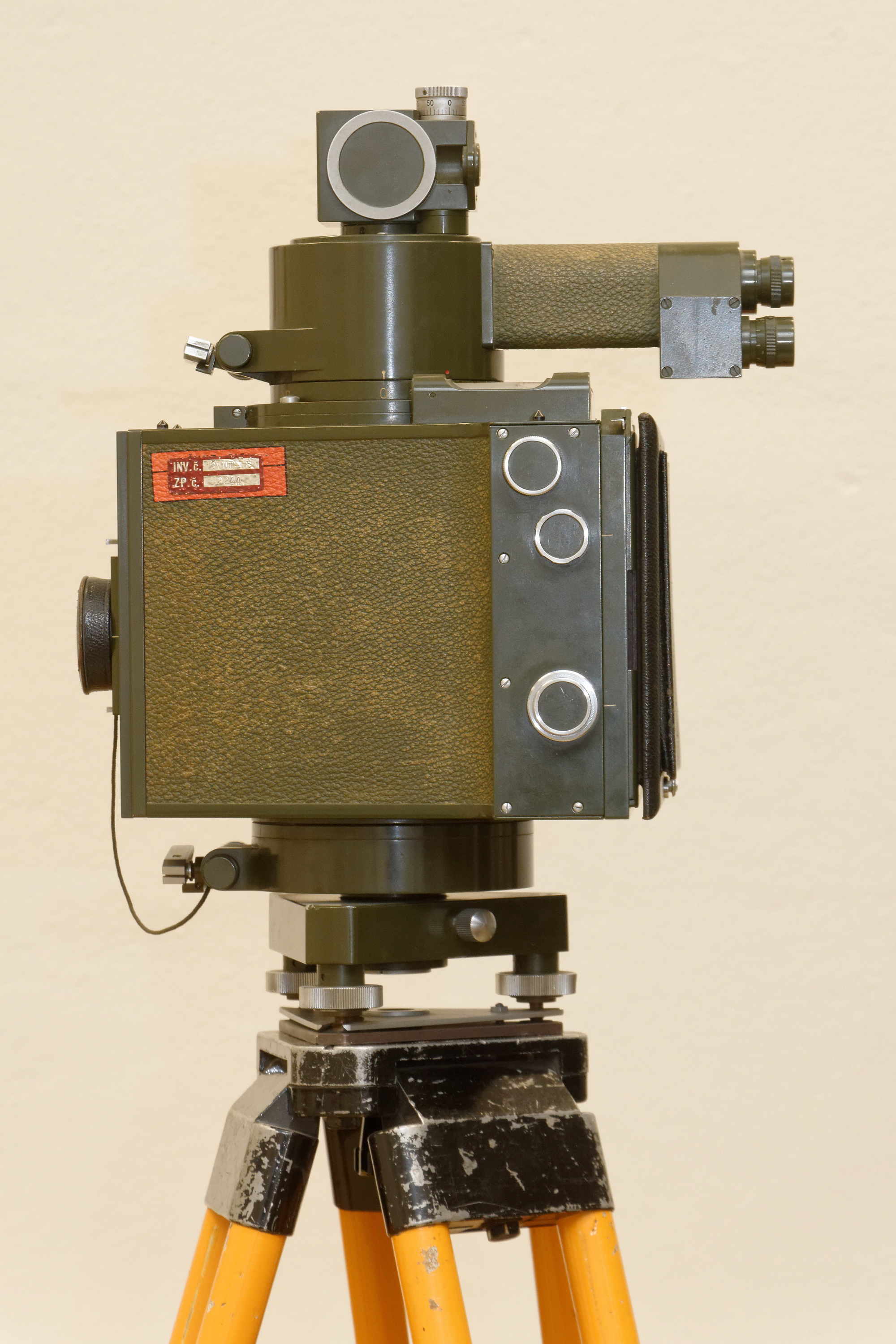
Zeiss Photheo 19/1318 – pohled zboku
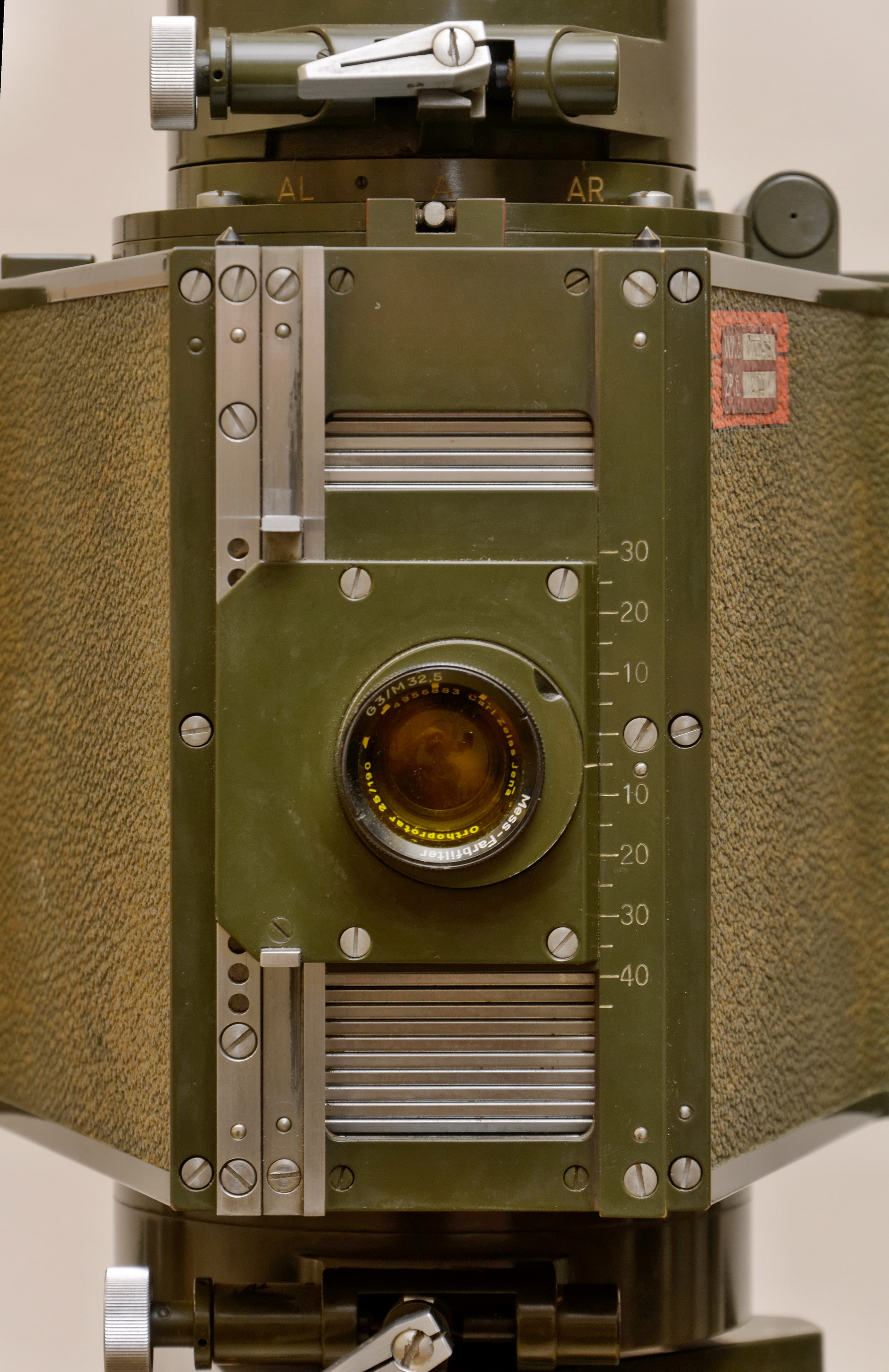
Zeiss Photheo 19/1318 – detail přední části s objektivem

## Použití
Kamera byla požívána pro mapování:
- mapování nepřístupných oblastí (skalní svahy apod.),
- určování objemů (například lomy).

Použití pro blízkou fotogrammetrii bylo omezeno dlouhou ohniskovou vzdáleností.
Kamery Zeiss Photheo byly po roce 1969 vytlačeny modernějšími kamerami Zeiss UMK 1318. Po nástupu digitální fotogrammetrie se tento druh kamer prakticky přestal používat.